# Grys
Grys – kruszywo łamane stosowane do budowy dróg (betony asfaltowe, mieszanki mineralno-asfaltowe) na warstwy ścieralne, wiążące i wyrównawcze, oraz w budownictwie (produkcja betonów do B50).